# Bazicourt
Bazicourt é uma comuna francesa na região administrativa de Altos da França, no departamento de Oise. Estende-se por uma área de 3,82 km². Em 2010 a comuna tinha 354 habitantes (densidade: 92,7 hab./km²).